# Ольховка (Горецкий район)
Ольхо́вка (бел. Альхоўка) — деревня в составе Маслаковского сельсовета Горецкого района Могилёвской области Республики Беларусь.

## Население
- 1999 год — 47 человек
- 2010 год — 30 человек